# Trastornos de la conducta alimentaria

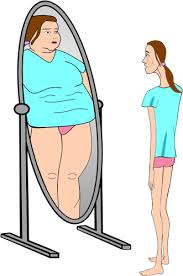
Representación artística en el que se ve una mujer delgada en un espejo, en el, ella se ve obesa

Los trastornos alimenticios o trastorno de la conducta alimentaria (TCA) engloban varias enfermedades crónicas y progresivas que, a pesar de que se manifiestan a través de las conductas alimentarias anormales que afectan negativamente la salud física o mental de una persona, en realidad consisten en una gama muy compleja de síntomas entre los que prevalece una alteración o distorsión de la autoimagen corporal, un gran temor a subir de peso y la adquisición de una serie de valores a través de una imagen corporal, aunque hay ciertos trastornos alimentarios que hacen que una persona ingiera excesivamente los alimentos. Los tipos de trastornos alimentarios incluyen el trastorno por atracón, en el que el paciente come una gran cantidad de alimentos en un corto período de tiempo; anorexia nerviosa, donde la persona tiene un miedo intenso a ganar peso y restringe la comida o hace demasiado ejercicio para controlar este miedo; bulimia nerviosa, donde los individuos comen una gran cantidad (atracones) y luego intentan deshacerse de la comida (purgas); pica, donde el paciente ingiere artículos no alimentarios; síndrome de rumiación, cuando el paciente regurgita alimentos no digeridos o mínimamente digeridos; trastorno por evitación/restricción de la ingesta de alimentos en el que las personas tienen una ingesta de alimentos reducida o selectiva debido a algunas razones psicológicas; y un grupo de otros trastornos de la alimentación o de la alimentación especificado. Los trastornos de ansiedad, la depresión y el abuso de sustancias son comunes entre las personas con trastornos alimentarios. Estos trastornos no incluyen la obesidad. Las personas suelen experimentar comorbilidad entre un trastorno alimentario y el TOC. Se estima que entre 20 y 60 % de los pacientes con un TCA tienen antecedentes de TOC.
Las causas de los trastornos de la conducta alimentaria (TCA) son complejas y multifactoriales, involucrando factores biológicos, psicológicos y socioculturales. La idealización cultural de la delgadez y la presión social por alcanzar estándares de belleza poco realistas contribuyen significativamente al desarrollo de estos trastornos. Además, se ha observado una relación entre experiencias traumáticas, como el abuso sexual infantil, y la aparición de TCA, especialmente la bulimia nerviosa. Estudios indican que las mujeres que han sido víctimas de abuso sexual tienen aproximadamente un 35% más de probabilidades de desarrollar un trastorno alimentario en comparación con aquellas que no han sufrido tal abuso. Por otro lado, trastornos como la pica, caracterizada por la ingesta persistente de sustancias no nutritivas, son más frecuentes en personas con discapacidad intelectual severa. Investigaciones muestran que la prevalencia de pica en adultos con discapacidad intelectual institucionalizados ronda el 15%, siendo más común en individuos más jóvenes y con mayor grado de discapacidad.
El tratamiento puede ser eficaz para muchos trastornos alimenticios. Este tratamiento varía según el trastorno y puede incluir asesoramiento, régimen alimenticio, reducción del ejercicio excesivo y reducción de los esfuerzos para eliminar los alimentos. Se pueden usar medicamentos para ayudar con algunos de los síntomas asociados. Es posible que se necesite hospitalización en casos más graves. Alrededor del 70 % de las personas con anorexia y el 50 % de las personas con bulimia se recuperan en cinco años. Sólo el 10% de las personas con trastornos alimenticios reciben tratamiento y, de ellas, aproximadamente el 80% no recibe la atención adecuada. Muchos son enviados a casa semanas antes de la estadía recomendada y no reciben el tratamiento necesario. La recuperación del trastorno por atracón es menos clara y se estima entre un 20% y un 60%. Tanto la anorexia como la bulimia aumentan el riesgo de muerte. Cuando las personas experimentan comorbilidad con un trastorno alimenticio y TOC, ciertos aspectos del tratamiento pueden verse afectados negativamente. El TOC puede dificultar la recuperación de la obsesión por el peso y la forma, la insatisfacción y control corporal. Esto se debe en parte a que las cogniciones del TCA tienen un propósito similar a las obsesiones y compulsiones del TOC (por ejm., conductas de seguridad como alivio temporal de la ansiedad). Las investigaciones muestran que el TOC no tiene un impacto en el IMC (Índice de masa corporal) de los pacientes durante el tratamiento.
En los últimos 40 años, los TCA surgieron como enfermedades cada vez más frecuentes, sobre todo en los adolescentes. Los estudios sobre la frecuencia de estos trastornos muestran un aumento preocupante, principalmente en la población de mujeres jóvenes. Su prevalencia es más variada ampliamente, lo que refleja diferencias de género, edad y cultura, así como los métodos utilizados para el diagnóstico y la medición. En el "mundo desarrollado", la anorexia afecta aproximadamente al 0,4 % y la bulimia afecta aproximadamente al 1,3 % de las mujeres jóvenes en un año determinado. El trastorno por atracón afecta aproximadamente al 1,6 % de las mujeres y al 0,8 % de los hombres en un año determinado. Según un análisis, el porcentaje de mujeres que tendrán anorexia en algún momento de sus vidas puede ser de hasta el 4 %, o hasta el 2 % en el caso de bulimia y trastornos por atracón. Las tasas de trastornos alimenticios parecen ser más bajas en los países menos desarrollados. Estos trastornos se presentan diez veces más en las mujeres que en hombres, aunque en los últimos años se ha incrementado el número de varones que los padecen. Generalmente el inicio de los trastornos de la conducta alimentaria es de los 14 años hasta los 20. Las tasas de otros trastornos alimenticios no están claras.

## Historia
Existen varias descripciones que hacen alusión al ayuno practicado por hombres. Por ejemplo, en el siglo IV, los llamados padres del desierto eran hombres que se retiraban a los desiertos de Egipto y Palestina para entregarse al ayuno y a otras formas de penitencia. Por todo esto puede decirse que en muchas culturas y religiones el ayuno ha sido considerado como una purificación para protegerse del mal y entregarse a Dios.
También existen descripciones, a partir de la Edad Media, donde se habla de mujeres y hombres entregados a la práctica del ayuno, sin embargo, lo que movía a la mayoría de estas personas para practicar una restricción alimentaria era de índole religiosa, lo que se conoce como “anorexia santa”. En esta las personas no presentaban las características de la anorexia nerviosa actual en la que la práctica del ayuno se encuentra en función de la belleza corporal. 
En su libro El cuerpo como delito, Josep Toro hace un relato de algunas ayunadoras voluntarias. Entre ellas menciona el caso de santa Catalina de Siena y dice:

Corría el año de 1360. Catharina Benincasa iniciaba su adolescencia, cuando quedó fuertemente afectada por la muerte de dos de sus hermanas, lo que había aumentado sus deseos de entregarse exclusivamente a Dios. Ante la insistencia de sus padres para que se casara, decidió someterse a un severo aislamiento, y a sus 16 años no comía más que pan, agua y vegetales crudos. Catalina de Siena mantuvo su austeridad alimentaria toda su vida, lo que la llevó a la muerte en el año de 1380 a los 32 años de edad.

Es en el siglo XVII cuando se empieza a hablar de anorexia nerviosa como de un hecho puramente médico. Alrededor del 85% de los pacientes con Trastornos de la Conducta Alimentaria (TCA) experimentan un intenso impulso para adelgazar, y en parte, su diagnóstico se confirma en función de la intensidad de dicho impulso (Ramacciotti et al., 2002).
En 1874 William Gull describió en la Real Academia de Medicina londinense un curioso trastorno al que denominó anorexia nerviosa, presentando a una serie de pacientes a las que había tratado con éxito. Un mes después, en París, Charles Lasègue hacía lo propio bautizando el trastorno en cuestión como anorexia histérica, calificativo que ya empezaba a constituirse en la tradición francesa. De esta forma se introdujo en la arena médica el más conocido y alarmante de los trastornos de la conducta alimentaria. 
No obstante es conveniente recordar que algunos años antes, hacia 1860, otro médico francés (Marcé) ya se refería a este peculiar trastorno como delirio hipocondríaco. Y casi dos siglos antes, en Inglaterra, Richard Morton describió dos casos de una curiosa pthysis que afectaba a un muchacho y a una chica y que actualmente se consideran los primeros pacientes anoréxicos de la literatura médica. 
Cuando Gull y Lasègue decidieron denominar anorexia a este trastorno, lo atribuían a la ausencia de hambre, a una perturbación del apetito que alteraba la conducta alimentaria. Se pensó entonces que debía tratarse de una enfermedad de origen nervioso o hipocondríaco. 
Las pacientes descritas por estos médicos no parecían estar muy preocupadas por su cuerpo o su peso. Según rezan las descripciones no comían y perdían peso porque habían perdido el apetito y esto se debía a que la comida les producía repugnancia o porque si comían acababan vomitando al parecer involuntariamente. 
En 1914, Simmonds, patólogo alemán describió un caso de una paciente caquéctica a quien al hacerle la autopsia se le encontró una destrucción de la hipófisis, y durante los siguientes 30 años reinó la confusión entre insuficiencia pituitaria (enfermedad de Simmonds) y anorexia nerviosa.
A partir de 1940 surgen las teorías de la causalidad psicológica influenciada por los conceptos psicoanalíticos que influyeron en los pensamientos psiquiátricos de la época.
H. Ey la clasificó entre los síndromes psicosomáticos bajo el nombre de anorexia mental. En los últimos 40 años la anorexia nerviosa adquirió entidad propia y diferenciada, etapa en la cual fueron importantes los escritos de Hilde Bruch.
El término bulimia aparece a finales del siglo XVIII; el Diccionario médico de Londres describe la bulimia como un trastorno en el que existe una preocupación por la comida, con periodos alternantes de ingesta desmesurada y de ayuno.
Existen informes que evidencian que ya desde el siglo XIX había personas que se provocaban el vómito, después de comer en forma excesiva. En 1940 este trastorno se consideró un síndrome y en 1980 la Sociedad Estadounidense de Psiquiatría incluyó la bulimia en el manual de psiquiatría como una enfermedad diferente a la anorexia.
Así como la anorexia ha estado asociada a los religiosos, que utilizaban la restricción de las comidas como penitencia, la bulimia ha estado relacionada con las clases altas, que eran las que se podían permitir comer abundantemente e incluso vomitaban para poder seguir comiendo.

### TCA en México
En la actualidad este tipo de trastornos han generado polémica en toda cultura y todo país. En México por su parte los TCA están siendo ampliamente estudiados.
En 1997 Ruipérez y Belloch realizaron una investigación en la que compararon enfermedades como la depresión y ansiedad con esquemas de TCA encontrando que muchos de los pacientes con trastornos alimentarios tenían también una de estas dos enfermedades o incluso ambas, esto también fue encontrado en una investigación por parte de Vega y colaboradores.
En 2003 se generó por parte de Baile y colaboradores una forma de escalar los trastornos de manera que en menor tiempo se lograra identificar la enfermedad y su peligro potencial en el paciente.
Hacia el año 2009, Bordas y colaboradores han intentado anticiparse a la enfermedad generando programas de prevención de trastornos de conducta alimentaria, mejorando de esta manera la nutrición de niñas de edad promedio 12.7 años. En México se han llevado a cabo diversos estudios para detectar dichas manifestaciones conductuales. Los hallazgos en muestras representativas de estudiantes de entré 14 y 24 años de edad han indicado que 1.1 % de varones y 5 % de mujeres en el estado de Morelos y 3.4 % de varones y 9.6 % de mujeres en la Ciudad de México refieren dichas conductas.

## Fisiopatología
Los factores que pueden causar trastornos alimentarios son:
- Factores biológicos: Hay estudios que indican que niveles anormales de determinados componentes químicos en el cerebro (neurotransmisores) predisponen a algunas personas a sufrir perfecciones, pensamientos y comportamientos obsesivos y compulsivos. Estas personas son más vulnerables a sufrir un trastorno de la conducta alimentaria.
- Factores psicológicos: Las personas con trastornos alimentarios tienden a tener expectativas no realistas de ellos mismos y de las demás personas. A pesar de ser exitosos se sienten incapaces, ineptos, defectuosos, etc. No tienen sentido de identidad. Por eso tratan de tomar control de su vida y muchas veces se enfocan en la apariencia física para obtener ese control.
- Factores familiares: Personas con familias sobre-protectoras o disfuncionales inflexibles e ineficaces para resolver problemas tienden a desarrollar estos trastornos. Muchas veces no muestran sus sentimientos y tienen grandes expectativas de éxito. Los niños aprenden a ocultar sus sentimientos, desarrollan miedo, inseguridad, dudas, etc., y toman el control por medio del peso y la comida.
- Factores sociales: Los medios de comunicación asocian lo bueno con la belleza física (según cánones actuales) y lo malo con la imperfección física. Las personas populares, exitosas, inteligentes, admiradas, son personas con el cuerpo "perfecto", lo bello. Las personas que no son "delgadas y atractivas" se asocian con el fracaso.

### Síntomas para detectar un trastorno alimentario
- Actitudes obsesivas respecto a las dietas: estos regímenes se hacen de forma compulsiva, es decir que la persona sabe que es algo dañino para su salud, pero no puede dejar de hacer dieta.
- Disminución importante del peso.
- Comer a solas o evitar comer cualquier tipo de comida.
- Contar las calorías de los alimentos que se ingieren y pesarse con frecuencia.
- Cambios en el carácter relacionados con el haber comido o no.
- Verse "gordo" aunque haya una disminución importante de peso.
- Encerrarse en el baño después de comer, sin que haya una causa que lo justifique.
- Realizar ejercicio en forma obsesiva.
- Verse mucho en el espejo sin decir nada.
- Sentir nerviosismo al estar con personas o cerca de comida.

## Clasificación
Académicamente los distintos síndromes se agrupan bajo la denominación de trastornos de la ingestión de alimentos.

### Trastorno por atracón
Se habla de trastorno por atracón cuando se produce una sobreingesta compulsiva de alimentos. Después de este impulso por consumir en exceso aparece una fase de restricción alimentaria en la que baja la energía vital y se siente la necesidad imperiosa de comer. Una vez que se inicia otra sobreingesta, disminuye la ansiedad, el estado de ánimo mejora, el individuo reconoce que el patrón alimenticio no es correcto y se siente culpable por la falta de control; aun así, la persona con este trastorno continúa con este comportamiento, aun sabiendo que le causa daño a su cuerpo y salud.

### Bulimia
La persona con bulimia experimenta ataques de voracidad que vendrán seguidos por ayunos o vómitos para contrarrestar la ingesta excesiva, uso o abuso de laxantes para facilitar la evacuación, preocupación excesiva por la imagen corporal y sentimientos de depresión, ansiedad y culpabilidad por no tener autocontrol. Las personas que padecen dicha enfermedad llegan a tener hasta 15 episodios por semana. Afecta principalmente a individuos jóvenes, en su mayoría son mujeres; también afecta a personas que han padecido anorexia o han realizado dietas sin control. Intervienen factores biológicos, psicológicos y sociales.
En el sistema de clasificación DSM-IV-TR se reconocían dos tipos:
- Bulimia purgativa: después de los periodos de atracones, el enfermo usa laxantes, diuréticos o se provoca el vómito como método compensatorio.
- Bulimia no purgativa: para contrarrestar los atracones, hace ejercicio en exceso, dietas restrictivas o incluso ayunos.

No obstante, en la reciente revisión (DSM-V) esta división se ha suprimido y no encontramos estos subtipos.
Los factores principales que van a mantener este problema son la ansiedad, la falta de autoestima y la alteración de la imagen corporal. Las consecuencias de las conductas bulímicas son amenorrea, malformaciones en los dedos, problemas dentales y maxilofaciales, debido a los constantes atracones, pérdida de cabello, arritmias que pueden desembocar en infartos, perforación esofágica, pancreatitis, entre otras. Para evitar el aumento de peso usan métodos compensatorios inapropiados (inducción al vómito).
- Criterios para el diagnóstico de bulimia nerviosa de acuerdo al Manual de Diagnóstico y Estadística de los Trastornos Mentales  (DSM IV):

| Nivel | Descripción |
| ----- | --- |
| A     | Presencia de atracones recurrentes. Un atracón se caracteriza por: 1. Ingesta de alimento en un corto espacio de tiempo (p. ej., en un período de dos horas) en cantidad superior a la que la mayoría de las personas ingerirían en un período de tiempo similar y en las mismas circunstancias 2. Sensación de pérdida de control sobre la ingesta del alimento (p. ej., sensación de no poder parar de comer o no poder controlar el tipo o la cantidad de comida que se está ingiriendo) |
| B     | Conductas compensatorias inapropiadas, de manera repetida, con el fin de no ganar peso, como son provocación del vómito; uso excesivo de laxantes, diuréticos, enemas u otros fármacos; ayuno, y ejercicio excesivo. |
| C     | Los atracones y las conductas compensatorias inapropiadas tienen lugar, como promedio, al menos dos veces a la semana durante un período de tres meses. |
| D     | La autoevaluación está exageradamente influida por el peso y la silueta corporales. |
| E     | La alteración no aparece exclusivamente en el transcurso de la anorexia nerviosa. |

Un estudio de 2013 señala que las mujeres que padecen BN y hacen dietas del tipo restrictivo reportan un mayor número de episodios de atracón el mismo día que realizaron el régimen y en los días posteriores.
Etiología
- El menosprecio de los demás o de uno mismo.
- Presión por sentirse bello y querido por los demás.
- Problemas afectivos dentro del seno familiar.
- Necesidad de pertenencia a un grupo.
- Necesidad de sentirse querido.
- Relacionan que el éxito y la prosperidad en la vida tiene que ver con la delgadez.
- Cambios emocionales.
- Depresión o ansiedad.

### Anorexia
La anorexia se caracteriza por un profundo miedo a engordar, el cual provoca que la persona evite comer, lo haga en cantidades muy pequeñas o ayune de forma persistente, esto en la mayoría de casos es acompañado por el seguimiento de dietas extremadamente restrictivas y el empleo de conductas purgativas (vómitos, ejercicio físico en exceso). Estas personas presentan una alteración de su imagen corporal sobreestimando el tamaño de cualquier parte de su cuerpo.
En muchos casos estas conductas provocan una pérdida de peso que puede afectar a la salud de la persona, principalmente en las ocasiones en las que causa que esta se situe por debajo del peso recomendado.
Existen dos tipos:
- Anorexia nerviosa restrictiva: El enfermo apenas come y en muchos casos realiza ejercicio en exceso.
- Anorexia nerviosa purgativa: El enfermo utiliza métodos purgativos tales como vómitos, diuréticos o laxantes después de haber ingerido cantidades ínfimas de comida.

Las características psicológicas y sociales incluyen miedo intenso a comer en presencia de otros, dietas bajas en hidratos de carbono y grasas, preocupación por el alimento, abuso de laxantes y mentir sobre los alimentos que se ingieren.
Las principales víctimas de este trastorno son las mujeres, sobre todo las jóvenes, quienes en ocasiones pueden verse afectadas por situaciones sociales tales como las redes sociales, en las que pueden adquirir un estándar como el de determinadas modelos, actrices, etc.
Criterios para el diagnóstico de anorexia nerviosa de acuerdo al Manual de Diagnóstico y Estadística de los Trastornos Mentales  (DSM IV):
| Nivel | Descripción |
| ----- | --- |
| A     | Rechazo a mantener el peso corporal igual o por encima del valor mínimo normal considerando la edad y la talla (p. ej., pérdida de peso que provoca un IMC menor a 18). |
| B     | Miedo intenso a ganar peso o a convertirse en obeso, incluso estando por debajo del peso normal. |
| C     | Alteración de la percepción del peso o la silueta corporales, exageración de su importancia en la autoevaluación o negación del peligro que comporta el bajo peso corporal. |
| D     | En las mujeres pospuberales, presencia de amenorrea; por ejemplo, ausencia de al menos tres ciclos menstruales consecutivos. (Se considera que una mujer presenta amenorrea cuando sus menstruaciones aparecen únicamente con tratamientos hormonales, p. ej., con la administración de estrógenos.). |

En la revisión de este diagnóstico se eliminó el último criterio: la amenorrea dejó de considerarse un criterio diagnóstico.
Especificar el tipo
- Tipo restrictivo: durante el episodio de anorexia nerviosa, el individuo no recurre regularmente a atracones o a purgas (p. ej., provocación del vómito o uso excesivo de laxantes, diuréticos o enemas).
- Tipo compulsivo/purgativo: durante el episodio de anorexia nerviosa, el individuo recurre regularmente a purgas (p. ej., provocación del vómito o uso excesivo de laxantes, diuréticos o enemas).

Etiología
- baja autoestima.
- poca vida social.
- sensibilidad al fracaso.
- miedo a engordar.

### Sobrepeso
El sobrepeso se caracteriza por un aumento excesivo del peso corporal. El sobrepeso es una patología que puede conllevar el desarrollo de otras dolencias asociadas. El sobrepeso se da mayormente en niños o adolescentes que llevan una vida sedentaria.

### Vigorexia
La vigorexia es un trastorno caracterizado por la preocupación obsesiva por el físico y una distorsión del esquema corporal (dismorfofobia) que puede presentar dos manifestaciones: la extrema actividad del deporte o, la ingesta compulsiva para subir de peso ante la percepción de estar aún demasiado delgado. Aunque los hombres son los principales afectados por la vigorexia, es una enfermedad que también afecta a las mujeres.
Implica una adicción a la actividad física (especialmente a la musculación): los vigoréxicos suelen realizar ejercicio físico excesivo, a fin de lograr un desarrollo muscular mayor de lo normal, pues de lo contrario se sienten débiles o enclenques. A esta exigencia se suma un trastorno en la alimentación que se hace patente en una dieta poco equilibrada en donde la cantidad de proteínas y carbohidratos consumidos es excesiva, mientras que la cantidad de lípidos se reduce. Esto puede ocasionar alteraciones metabólicas importantes, sobre todo cuando el vigoréxico consume esteroides (que ocasionan cambios de humor repentinos), además de diarrea instantánea.

### Fatorexia
La fatorexia es un trastorno opuesto a la anorexia nerviosa. Descubierto y denominado «megarexia» por el Dr. Jaime Brugos (PhD), en su libro Dieta isoproteica (editado en 1992) y ampliado en su libro Isodieta (en 2009). Este término está actualmente en desuso, y se usa la palabra «fatorexia» (del inglés fat, gordo, y de orexis, el opuesto de anorexia, que en griego significa “apetito”).
Suelen ser personas obesas que se miran al espejo y no lo perciben; por eso no hacen ninguna dieta; por eso se atiborran de comida basura (calorías vacías). Ellos se perciben sanos. Son en cierta forma, personas obesas que se ven delgadas a causa de la distorsión de la percepción que caracteriza a los trastornos alimentarios, cuando la desnutrición que padecen (son obesos desnutridos por falta de nutrientes esenciales en su alimentación), llega a afectar a su cerebro, momento en el que, como sucede con la anorexia, su trastorno alimentario se convierte en una grave enfermedad.
Consideran que el exceso de peso es sinónimo de fuerza y vitalidad. Comen de todo y en cantidades abismales, pero muy pocos "nutrientes esenciales" y una altísima proporción de azúcares, féculas, almidones, etc. Comida basura, dulces, frituras, alimentos grasos, postres, etc. son algunos de los platos principales en la dieta de los megaréxicos.

### Permarexia
Afecta a las personas que al estar obsesionadas con el sobrepeso y con el miedo a engordar se someten a dietas permanentes (de bajo contenido calórico, ya que su principal obsesión son las calorías que aportan los alimentos) y que podrían terminar padeciendo anorexia o bulimia en un futuro más o menos cercano. No se preocupan solo de ingerir productos saludables, 
sino que su atención se centra en el valor energético de los alimentos. Además no llegan a 
extremos como dejar de comer o recurrir al vómito, ni a la utilización de fármacos, diuréticos o laxantes, pero su obsesión les lleva a serias descompensaciones en el organismo.
- El perfil de las personas que padecen esta enfermedad es el siguiente:

1. Baja autoestima
2. Autoexigencia
3. Relaciones sociales inestables
4. Problemas emocionales
5. No reconocen su enfermedad
6. Preocupación por conocer y llevar a cabo varios tipos de dietas
7. Obsesión constante por las calorías que poseen los alimentos (controlan cada alimento que comen y miran en el envase las calorías que contienen)
8. Nunca terminan de estar a gusto con su físico
9. Suelen presumir de entender mucho de nutrición para justificar que siguen esas dietas por motivos de salud

Las consecuencias de este trastorno alimenticio son el mal funcionamiento de la glándula tiroides, acelerándola y desembocando en hipertiroidismo. Otras enfermedades que pueden surgir son la hipoglucemia, trastornos digestivos variados como úlceras gástricas o estreñimiento y alteraciones nutricionales debidas a la falta de vitaminas, proteínas, minerales e hidratos de carbono.

### Ebriorexia
La ebriorexia es un trastorno que consiste en dejar de comer para compensar las calorías obtenidas luego del consumo de alcohol. Suele darse en personas entre los 18 y 30 años. Además del abuso de bebidas alcohólicas, la ebriorexia se conjuga con otras conductas dañinas como realizar “atracones”, para luego provocarse el vómito. De allí que se afirme que es una extraña mezcla entre anorexia, bulimia y adicción al alcohol.
- Los síntomas son:

1. Consumo de alcohol. Es desmedida y generalmente se hace a escondidas.
2. Atracones. Debido a la ausencia de calorías para brindarle al cuerpo la suficiente energía para funcionar adecuadamente. Quien padece de ebriorexia suele tener atracones de comida.
3. Hinchazón de la cara y deterioro físico. Esto es un efecto de la inducción del vómito.
4. Características específicas de la bulimia y anorexia. Las personas que padecen de ebriorexia no suelen consumir alimentos delante de las personas, tienen una autoimagen desvalorizada, y tienen miedo al aumento de peso.
5. Pérdida de cabello y problemas dentales. Debido a la ausencia de vitaminas y a la incitación del vómito.
6. Debilidad corporal y mal aspecto de la piel. También debido a la mala alimentación.
7. Conductas de aislamiento social y agresividad.
8. Pérdida de conciencia o desmayos.

- Las consecuencias son

1. daños cognitivos como el deterioro de las neuronas
2. dificultad en la concentración
3. Pérdida de la capacidad de estudiar
4. Alteraciones en la actividad de los neurotransmisores
5. Problemas a la hora de tomar decisiones
6. Comportamiento arriesgado o violento
7. Daños en los órganos vitales a edades
8. Enfermedades crónicas.
9. Problemas gastro-intestinales

### Otros trastornos
- Ortorexia: Es aquel trastorno donde la persona come alimentos que ella considera saludables, pero que en realidad no lo son.
- Pica: ingestión de alimentos no comestibles.
- Diabulimia: el enfermo de bulimia, también diabético, manipula las dosis de insulina que debe inyectarse, para adelgazar o compensar los atracones. Aparte de las complicaciones de la bulimia, se añaden las complicaciones mortales a medio plazo, de no inyectarse las dosis correspondientes.
- Hiperfagia: Exceso de comida, llegar a consumir grandes cantidades de alimentos seguido de haberse alimentado adecuadamente.
- Síndrome del comedor selectivo: Condición en la que la persona rechaza varios tipos de alimentos y en casos extremos sólo acepta uno o dos de los mismos. Estas personas son tildadas de "melindrosas" o "mañosas para comer".

## Concepto de trastorno alimenticio o psicopatología alimentaria
Un trastorno alimenticio es una enfermedad causada por la ansiedad y por una preocupación excesiva por el peso corporal y el aspecto físico, relacionada con la alteración de los hábitos alimenticios comunes.
La persona que padece algún trastorno en su alimentación basa en la comida —un particular significante al que la persona enferma otorga un significado específico de acuerdo a diversos factores psicológicos y evolutivos— todos los pensamientos y actos que forman parte de su cotidianidad, sintiéndose hiperdependiente de esa idea, con lo cual el alimento se convierte, entonces, en el eje a partir del cual gira la vida y el mundo de relación de la persona que padece el trastorno.
Estas conductas alimenticias pueden o no alterarse voluntariamente, esto está sujeto a factores internos y externos como el nivel de autoestima, presiones familiares, frustración por tener sobrepeso, comparación constante con alguien cercano por parte de un familiar u amigo, etc.
Generalmente estos tipos de trastornos en la alimentación, más allá de los síntomas que encierra cada uno en especial, son acompañados por un marcado aislamiento de la persona, excesivo cansancio, sueño, irritabilidad, agresión (sobre todo hacia personas conocidas y miembros de la familia), vergüenza, culpa y depresión, registrándose un trastorno en la identidad a partir de la nominación de la enfermedad.

## Factores predisponentes
No es posible mencionar un único factor como causa de la aparición de un trastorno de la alimentación, pues las psicopatologías alimentarias son provocadas por múltiples factores, lo que significa que existe una combinación de causas individuales, familiares y socioculturales que desempeñan un papel importante en el desarrollo de cualquier trastorno de la alimentación existente en la actualidad, así como también en el mantenimiento del mismo. Además, los factores en sí no deben ser considerados como causales definidos y diferentes, sino como agentes que pueden hacer a una persona más vulnerable a desarrollar un trastorno alimenticio.
Los trastornos alimentarios no afectan únicamente a la manera de comer; en realidad, se desarrollan como resultado de problemas en la percepción y en la forma en que una persona se ve a sí misma y en relación con su mundo, problemas que son causados por múltiples factores que se vuelven cíclicos y se realimentan a sí mismos, pues los efectos de la desnutrición y semi-inanición agravan los problemas subyacentes y cronifican el problema.
los trastornos de la conducta alimentaria afectan a un 5% - 10% de la población con edades comprendidas entre 12 y 25 años. Es la enfermedad mental más mortal por sus complicaciones físicas y suicidios. El índice de suicidio de esta enfermedad asciende al 10% de los pacientes diagnosticasdos con ella.
En resumen, una persona está predispuesta o es vulnerable al desarrollo de un trastorno alimentario como resultado de una combinación de factores. A continuación se detallan los factores individuales, familiares y socioculturales que predisponen a la mayoría de las psicopatías alimentarias:

### Factores personales
Los factores personales comunes a la mayoría de los trastornos alimenticios que predisponen al padecimiento de una psicopatología alimentaria son:

#### Enfermedades gastrointestinales
En general, todas las personas con enfermedades gastrointestinales, tales como la enfermedad celíaca, la enfermedad de Crohn, la úlcera péptica o la sensibilidad al gluten no celíaca, presentan un mayor riesgo de desarrollar trastornos alimentarios, principalmente restricciones en la alimentación. La presencia continuada de síntomas digestivos sin un diagnóstico ni un tratamiento efectivos o que los médicos no saben explicar ni manejar, y que el paciente relaciona con la ingesta de alimentos, puede hacer que este acabe desarrollando ansiedad y aversión a la comida, lo cual puede provocar la aparición de alteraciones en las conductas alimentarias. En los pacientes que reciben un diagnóstico y necesitan llevar una dieta para poder aliviar sus síntomas digestivos, pueden darse dos situaciones que a su vez pueden desembocar en la aparición de trastornos alimentarios. Por un lado, determinados pacientes no tienen conciencia de la importancia de seguir estrictamente la dieta y siguen consumiendo por diversos motivos los alimentos que desencadenan sus síntomas, como por ejemplo para perder peso, tal como se ha documentado en algunos pacientes con enfermedad celíaca, síndrome del intestino irritable o enfermedad inflamatoria intestinal. Por otro lado, los pacientes que sí están concienciados de la necesidad de seguir correctamente la dieta estricta pueden acabar desarrollando ansiedad como consecuencia de recaídas derivadas de contaminaciones accidentales y la preocupación por la existencia de contaminaciones cruzadas, especialmente en situaciones en las que no pueden supervisar la correcta manipulación y preparación de sus alimentos.
Se ha documentado la asociación entre la enfermedad celíaca y algunos casos de anorexia nerviosa. En algunos pacientes, la anorexia nerviosa se desarrolla antes de ser diagnosticados de enfermedad celíaca, por lo que algunos autores apuntan la necesidad de realizar una evaluación para detectar la posible presencia de una enfermedad celíaca no reconocida en todas las personas con trastornos alimentarios. Actualmente, el 90% o más de los casos de enfermedad celíaca en los niños permanece sin reconocer ni diagnosticar, debido principalmente a que esta enfermedad cursa en la mayoría de los casos con síntomas muy variados que pueden afectar a cualquier órgano, sin síntomas digestivos e incluso sin ningún tipo de síntoma en absoluto. La anorexia, entendida como la falta de apetito y la dificultad para comer debida a una sensación anómala de plenitud, de "tripa llena", es uno de los posibles síntomas digestivos que pueden desarrollarse como consecuencia de una enfermedad celíaca sin diagnosticar ni tratar; otros síntomas digestivos que pueden aparecer en algunos celíacos sin tratamiento incluyen vómitos, dolor abdominal, diarrea, estreñimiento, reflujo, gases o distensicón abdominal, que pueden estar presentes por temporadas con mayor o menor intensidad, con períodos de completa remisión e irse alternando en un mismo paciente. En otros casos, la anorexia nerviosa aparece después del diagnóstico de la enfermedad celíaca, por lo que algunos autores sugieren la necesidad de hacer un seguimiento de los pacientes celíacos para detectar precozmente la aparición de síntomas relacionados con el desarrollo de una anorexia nerviosa, especialmente en el caso de las mujeres.

#### Pubertad temprana
La pubertad temprana, en el caso de los individuos de sexo femenino, puede ser un factor individual que predisponga a la aparición de trastornos alimenticios.
Un estudio de niñas que no sufrían de trastornos del comer constató que, antes de la pubertad, las niñas comían cantidades de comida apropiadas a su peso corporal y estaban satisfechas con sus cuerpos; después de la pubertad, las niñas comían cerca de tres cuartos de la ingestión recomendada de calorías y tenían una autoimagen corporal peor. No es sorprendente, entonces, que haya un mayor riesgo de bulimia y otros trastornos emocionales entre las niñas que experimentan una pubertad temprana, cuando las presiones experimentadas por todos los adolescentes se intensifican aún más por la atención que provoca ansiedad en sus cuerpos tempranamente cambiantes.

#### Problemas de obesidad previos
Sobre todo en los hombres, influye haber padecido de obesidad en la niñez y haber sufrido burlas por parte de amigos de su misma edad o adultos. El tener sobrepeso (en la mayoría de los casos, ligero) puede predisponer al inicio de actividad física intensa o dietas sin control médico, que desemboquen en trastornos de la alimentación.
El mayor factor de incidencia en hombres jóvenes es la obesidad en la niñez, debido a los traumas que puedan crear los compañeros de aula, amigos o adultos al tomar a modo de broma el sobrepeso en el niño. La burla puede no ser siempre cruel, sino una mera demostración de confianza manifestada, por ejemplo, mediante apodos. Sin embargo, la distinción puede generar culpas e inseguridades muy grandes en el niño, y predisponerlo a la aparición de enfermedades como la anorexia, la bulimia o la vigorexia, entre otras.

#### Carácter
Poseer determinados rasgos del carácter, como por ejemplo no aceptarse como persona pueden predisponer a la aparición de este tipo de trastornos. Son factores de vulnerabilidad personal:
- No aceptarse como persona.
- Percibir que se tiene poco control sobre la propia vida. (Falta de autonomía.)
- Ser poco habilidoso en las relaciones sociales. Hay frecuentemente un fracaso para expresar problemas emocionales.
- Tener poca espontaneidad y demasiado autocontrol, sobre todo en cuanto a la demostración de los afectos.
- Poseer dependencia afectiva.
- Ser muy perfeccionista y exageradamente autocrítico. Tener autoexigencias desmedidas.
- Ser excesivamente responsable para la situación o la edad.
- Sufrir de inseguridad, timidez o introversión.
- Tener una baja autoestima.
- Tener una personalidad depresiva.
- Preocuparse excesivamente o ser muy sensible a las opiniones de los demás o las influencias del entorno.
- Poseer un excesivo deseo de evitar situaciones estresantes, determinado por el miedo a enfrentarse a situaciones nuevas y expresado por una tendencia a huir de los conflictos.[27] Esto orienta el origen de los problemas hacia uno mismo.

#### Personalidad, tendencias depresivas y trastornos de ansiedad
Las personas con tendencias depresivas, trastornos de ansiedad, o tendencia al padecimiento de trastornos de personalidad (especialmente el trastorno límite de la personalidad, en el 45,50 por ciento de los casos) y conductas impulsivas-compulsivas suelen desarrollar este tipo de psicopatologías alimentarias, las cuales pueden ser tanto el resultado como la causa de alguno de los mencionados trastornos emocionales.
En general, entre un 40 y 80 por ciento de todos los pacientes con trastornos del comer experimentan depresión, la cual es asimismo común en las familias de los enfermos de estas psicopatologías. Algunos expertos sostienen que la depresión no desempeña un papel causal, en particular en la anorexia, ya que los trastornos rara vez se curan cuando se administra medicación antidepresiva como el único tratamiento; sin embargo, es sabido que las tendencias depresivas constituyen un factor de riesgo para las personas de caer en enfermedades mentales relacionadas con la alimentación.
Los trastornos de ansiedad son también muy comunes en las psicopatologías alimentarias, así como las fobias y el trastorno obsesivo-compulsivo, los cuales preceden por lo general el inicio del trastorno del comer. La ansiedad es principalmente uno de los factores predisponentes de la bulimia; en cambio, las fobias sociales, en las cuales una persona tiene miedo de ser públicamente humillada, son comunes en todos los trastornos alimenticios. Por otra parte, las personas que padecen del trastorno obsesivo-compulsivo suelen ser propensas a desarrollar anorexia o vigorexia. Las obsesiones son imágenes, pensamientos o ideas mentales recurrentes o persistentes que pueden resultar en comportamiento compulsivo (rutinas repetitivas, rígidas y auto prescritas cuyo propósito es prevenir la manifestación de la obsesión), el cual puede desembocar en la aparición de un trastorno alimenticio. Así, las personas con anorexia y vigorexia suelen ser obsesivas con el ejercicio, la dieta y la comida. El trastorno obsesivo-compulsivo puede ser tanto la causa como el resultado de la enfermedad, y asimismo puede ser ambas cosas. Una persona puede comenzar con un trastorno compulsivo y, sumado a otros factores, desarrollar una psicopatología alimentaria que, al alterar la percepción del cuerpo, puede incrementar el trastorno obsesivo.

#### Elección de aficiones y carreras
Hay carreras que fomentan los trastornos alimenticios porque conceden un alto valor a poseer un aspecto delgado y saludable, como por ejemplo el atletismo, el modelaje, el físico culturismo, la danza y la equitación.
En la pequeña comunidad de atletas, por ejemplo, el ejercicio excesivo desempeña un papel principal en el desarrollo de muchos casos de anorexia, de vigorexia y, en menor grado, de bulimia. El término “tríada de atletas mujeres” es empleado actualmente para describir la presencia de disfunción menstrual y trastornos del comer, un problema cada vez más común en las atletas mujeres jóvenes y bailarinas. La anorexia pospone la pubertad, permitiéndoles a las atletas mujeres jóvenes retener una figura muscular aniñada sin la acumulación normal de tejidos grasos en los senos y las caderas que podría mitigar su estímulo competitivo. 
Los entrenadores y profesores agravan el problema recomendando el conteo de calorías y la pérdida de grasa en el cuerpo y controlando en exceso las vidas de los atletas. Algunos son inclusive abusivos si sus atletas sobrepasan el peso límite y los castigan o humillan enfrente de los miembros del equipo. En las personas con trastornos de la personalidad que las hacen vulnerables a esta crítica, los efectos pueden ocasionar el que pierdan peso excesivo, lo cual se sabe ha sido mortal inclusive entre atletas famosos.
Los físico culturistas suelen tener predisposición a sufrir de vigorexia; a causa de la demanda que implica mantener el cuerpo ejercitado y musculoso muchas personas dedicadas a esta actividad alteran su alimentación, y comienzan con el consumo desmedido y auto prescrito de anabólicos y esteroides.

#### Cumplimiento de la “hipótesis de dependencia externa”
La “Hipótesis de dependencia externa”, formulada por Schachter y Rodin en 1974, supone que los bulímicos, y también los anoréxicos, no regulan su conducta de comer a partir de indicios internos de hambre o saciedad, sino a partir de claves externas.

### Factores familiares
Los factores negativos dentro de la familia, posiblemente tanto hereditarios como ambientales, desempeñan una función importante en la provocación y perpetuación de los trastornos del comer. Sin embargo, se puede asegurar que no hay un tipo de familia en particular que promueva trastornos como la bulimia y la anorexia; los elementos familiares no pueden considerarse factores importantes de esta enfermedad, pues también se asocian a otros padecimientos que no tienen nada que ver con el alimento. De todas formas una vez que la anorexia está en marcha, los conflictos familiares cobran gran importancia.
En general, los factores familiares predisponentes a la aparición de una psicopatología alimentaria son los siguientes:

#### Antecedentes de obesidad o desórdenes alimentarios
Los antecedentes de obesidad o trastornos alimenticios son un factor predisponente importante. La mayoría de los casos de psicopatologías suelen darse porque algún familiar haya padecido trastornos u obesidad; las personas con bulimia son las que tienen mayor probabilidad de tener familiares obesos.
Las personas con trastornos del comer también tienen mayor probabilidad de tener padres alcohólicos, con trastornos depresivos u obsesivos, o que consuman o hayan consumido estupefacientes.

#### Abuso sexual
Existe entre las mujeres con trastornos del comer una incidencia mayor de abuso sexual; los estudios reportan tasas de abuso sexual de hasta un 35 % en las mujeres con trastornos alimenticios, sobre todo aquellas que sufren de bulimia.

#### Sobrevaloración de la imagen corporal
La concesión de una gran importancia emocional a la comida, el comer, el peso y el aspecto por parte de la familia predispone a la aparición de trastornos alimenticios, así como la insistencia exagerada en el aspecto y los logros por parte de uno o ambos padres, o la presión por parte de las padres en los hijos para que “conserven la figura”.

#### Prejuicios y valores distorsionados
Aceptar y mantener vigentes los prejuicios, por pequeños e insignificantes que sean, puede favorecer al desarrollo de una psicopatología.
Los niños se encuentran en la misma sociedad que los adultos y como ellos experimentan las mismas influencias. En ellas, los menores quedan mediatizados por los adultos y mayores que tienen más cerca y que son más significativos desde una perspectiva socioafectiva. La información verbal que los padres dan a sus hijos influye sobremanera en la vida de estos y puede predisponer a la aparición de un trastorno alimenticio, sobre todo si al futuro paciente se le es transmitido el concepto de belleza y delgadez como sinónimo de triunfo en la vida.

### Factores socioculturales
Los factores sociales que predisponen a la enfermedad, e incluso la desencadenan, son muchos y muy complejos. La presión social y mediática que existe en torno a la línea y el adelgazamiento tiene un papel decisivo en la aparición y desarrollo de la enfermedad; la moda y la publicidad incitan más frecuentemente a adelgazar que a mantener una buena salud.
Los factores socioculturales predisponentes que podrían influir e incluso desencadenar el curso de la enfermedad son, en general, la presión y los estereotipos sociales. Los detalles sobre cada uno de ellos se especificarán a continuación.

#### El “mito de la belleza”
A partir de 1960 aproximadamente, la medicina descubrió que ser obeso no era saludable. Con este concepto se buscó indicarle a las personas como llevar una mejor calidad de vida, pero también nacieron la industria de las dietas, la preocupación por la delgadez y la dictadura de la silueta. Las personas que sufren de desórdenes alimenticios encontraron en el concepto expuesto una solución “mágica” para todo: adelgazar.
En nuestra sociedad existe preocupación por la comida, las dietas, el talle. Se considera como ideal el cuerpo esbelto, y hay una creencia de que la gordura es mala. La delgadez, que se asocia, de algún modo, con belleza, elegancia, prestigio, juventud, aceptación social, etcétera, aparece como la solución salvadora, machacada como la clave del éxito desde todos los medios. Muchas personas suponen que una silueta de modelo —tal vez imposible para la estructura de algunos individuos— les garantizará la felicidad; ese deseo de adelgazar supone un anhelo por destacar y ser valorado de modo particular, por ser aceptado y no rechazado.
En la sociedad actual parece prevalecer la apariencia física, y los trastornos culturales han llevado a crear una auténtica “cultura de la delgadez”, al tiempo que se le ha concedido importancia al “mito de la belleza”, que posee las siguientes características:
- Es objetivo. El mito indica que la belleza es objetiva, que no se fundamenta en la subjetividad personal, sino en la imparcialidad y en la razón. En este ámbito no existe interés económico, ni ideológico, ni de ninguna otra especie. El mensaje tiene su base en la neutralidad.
- Es histórico. El mito siempre ha existido, pero el modelo de belleza ha ido modificándose a través de la historia.
- Vincula a la belleza con la sexualidad y con el amor. En esta cuestión el mito da a entender que cuanto más bella sea una persona tanto más atractiva será sexualmente.
- Vincula a la belleza con la salud.

#### Discriminación y rechazo social
El rechazo social es uno de los factores que predisponen altamente a la aparición de la enfermedad. El rechazo se caracteriza por una idea preconcebida en cuanto al tema alimenticio: al obeso se le atribuye la responsabilidad de su enfermedad. La obesidad es la consecuencia de un vicio y el obeso una persona que se entrega a él, es decir, se dice que el obeso es gordo porque quiere, ya que come sin control y con glotonería. Este reconocimiento acerca de la obesidad y el rechazo se manifiestan de distintas formas, tanto en general como en el mundo laboral o en la moda.

##### Discriminación en general
El rechazo al obeso está tan compenetrado en nuestra sociedad que un niño de seis años de edad ya lo tiene totalmente interiorizado (se ha observado que los niños a esta edad atribuyen características positivas —bueno, simpático, feliz— a una persona delgada y características negativas —tramposo, sucio, lento— a una persona gruesa)[cita requerida], pues el modelo a seguir, los adultos, poseen esos mismos prejuicios.
La discriminación se manifiesta en los detalles más insignificantes de nuestra vida cotidiana, como por ejemplo en los asientos de los buses, que son hechos pensando en la mayoría de la población y no para personas corpulentas. El mundo ha sido construido para una parte mayoritaria de la población, dejando afuera a personas con capacidades físicas diferentes, entre las que se incluyen los obesos; o personas que han sufrido accidentes o han nacido con discapacidades que les impiden realizar ciertas acciones.

##### Discriminación laboral
Otra manifestación clave y evidente del rechazo social al obeso se da en el mundo laboral. Un estudio sobre las relaciones entre un sobrepeso y empleo concluyó en líneas generales que las personas con sobrepeso son consideradas menos competentes, más desorganizadas, indecisas e inactivas.
En el caso de las mujeres la situación se agrava aún más. En la mayoría de los casos, cuando las chicas salen a buscar trabajo, lo primero que les piden es “buena presencia”, lo que suele implicar tener un cuerpo delgado. La promoción profesional es mucho más asequible para las delgadas que para las que no lo son. Como ejemplo se puede citar el caso de los auxiliares de vuelo o azafatas, que pueden ser despedidas por tener problemas de sobrepeso; ciertas compañías controlan las medidas de sus muslos y caderas hasta acostumbrarlas a establecer unos límites[cita requerida] (es importante señalar que los trastornos en las azafatas son bastantes frecuentes).
Ha podido también verificarse que se considera que las mujeres más emprendedoras, y social y laboralmente más activas, son delgadas, mientras que a las más voluminosas se les atribuye funciones de madre o esposa.

##### Discriminación y moda
Es muy frecuente que las casas de moda no fabriquen tallas para personas excedidas de peso, pues estas no consideran la obesidad algo que deba ser perseguido u añorado.

#### Medios de comunicación y manipulación
La manipulación sobreviene desde los diversos medios de comunicación (prensa, revistas, TV), que realizan la difusión de la delgadez; el receptor de los mensajes es invadido y manipulado hasta el punto de llegar a ser víctima de unas pocas personas (especialistas en marketing, diseñadores, empresarios del mundo de la dietética, modistos etc.) que deciden cómo debe ser el cuerpo ideal. Existe una relación entre las imágenes de delgadez anormal que dominan los medios de comunicación y el aumento de las patologías vinculadas al ideal físico. La manipulación se ejerce a través de la coacción publicitaria, el mercado del adelgazamiento, la difusión del cuerpo delgado de los modelos como estereotipo y la difusión de páginas pro-anorexia ("pro ana") a través de Internet.
El vacío legal que existe en España sobre la apología de anorexia o bulimia en redes sociales es un problema, ya que existen numerosas cuentas que promueven la enfermedad como si se tratase simplemente de un estilo de vida. Tanto psicólogos como profesionales de la moda coinciden en admitir que la influencia de la imagen femenina que se proyecta en las redes sociales incide directamente en la aparición de desarreglos alimentarios en las jóvenes. Consideran que es un problema social que afecta a la salud, ya que no solamente se sobrevalora la imagen corporal, sino que lo más preocupante es la conducta que se comparte con la comunidad de seguidores.

##### Coacción publicitaria
Los medios de comunicación junto con mensajes verbales lanzan imágenes de cuerpos que sutil o burdamente van destilando mensajes y señales que facilitan la difusión y consiguiente interiorización de la cultura de la delgadez.
El papel que la televisión ejerce en la difusión de valores y modelos relacionados con la estética de la delgadez es muy importante, ya que es el medio de comunicación más intensivo. El modelo suministrado por televisión es el de la mujer sumamente delgada y joven; el mensaje tácito brindado es que para ser exitosa y linda hay que ser muy delgada, como las modelos y actrices que figuran en la pantalla.

##### Mercado del adelgazamiento
La publicidad comercial impone los estereotipos estéticos corporales que afectan a la población, con sus mensajes incorpora el estereotipo estético, lo concreta y potencia. Se ha comprobado que casi uno de cada cuatro anuncios que llegan a un público femenino invitan de alguna manera a la mujer, a perder peso excesivamente en un rango alto

##### Difusión del estereotipo de delgadez
Los modelos, en la sociedad vigente el día de hoy, suelen constituir un ejemplo a seguir para muchas personas. Esto puede constituir un factor de riesgo, ya que sus cuerpos a veces excesivamente delgados (sus pesos son logrados a veces a causa de trastornos alimentarios; muchos modelos sufren psicopatologías alimentarias), puede incitar a las personas que los toman de ejemplo a comenzar a perder peso, y a caer en un trastorno alimenticio.
Los diseñadores también promueven o consienten en cierto modo este tipo de enfermedad, como es el caso de Calvin Klein que en El País Semanal hizo estas declaraciones: «¡Yo no promociono la anorexia! Pero creo que si voy a enseñar mi ropa prefiero enseñarla en personas delgadas. La ropa sienta mejor a la gente que «cuida» de su cuerpo y que está delgada. La imagen es importantísima».[cita requerida]

##### Difusión de páginas pro–anorexia a través de Internet
Muchos sitios de Internet para adolescentes ofrecen información peligrosa vinculada con la anorexia nerviosa, que conducen a los jóvenes insatisfechos con su cuerpo a caer en esta enfermedad u otra relacionada. Emplean eslóganes como “Si no sos delgada, no sos linda”; “Ser delgada es mejor en este mundo que ser gorda”; “Ser delgada es más importante que estar sana”; “No te olvides de contar las calorías para comer sin temor a la culpa”; “El agua es suficiente para sobrevivir”, e instan a los jóvenes en general a dejar de comer para perder peso.
Buena parte de los textos está presentada como confesiones, tiene la forma de diario o manual de consejos en línea y está firmada en su mayoría por chicas orgullosas de su condición física. Escriben sugerencias sobre cómo ocultar la pérdida de peso para que los padres y amigos no insistan en que la enferma coma, cuáles dietas son las más convenientes, o cómo hacer para superar los análisis clínicos. Según una nota publicada en un diario argentino, el 78% de los visitantes cibernéticos de estas páginas son menores y la mayoría de los de idioma castellano proviene de España, pero tiene una gran cantidad de usuarios argentinos.

## Prevención o detección precoz
A fin de evitar las psicopatologías alimentarias, es conveniente realizar lo siguiente:
- Enseñar a los niños a tener conductas saludables, sobre todo en lo referido a la alimentación y el ejercicio.
- Mejorar la autoestima mediante la propia aceptación del cuerpo y el rechazo a los estereotipos poco saludables que establecen los medios.
- Evitar presionar a los niños, intentar comprenderlos y conversar con ellos sobre los eventuales problemas que puedan suscitarse. Supervisar al joven en su entorno.
- Vigilar a las personas en población de riesgo en cuanto a sus conductas alimenticias.
- Educarse sobre el metabolismo humano a fin de comprender cuáles son los hábitos alimenticios correctos, y educar también a los niños.
- En caso de obesidad, acudir al nutricionista: nunca emprender una dieta sin supervisión médica.
- Comer en familia, y hacerlo en lo posible en los horarios establecidos y sin prisas. No saltear comidas, y no castigar a los niños mediante la prohibición de alimentarse.
- Educarse y educar a la familia sobre los trastornos alimentarios, y en caso de que alguien presente síntomas relacionados con un trastorno de este tipo, acudir al especialista.

## Ayuda hacia el enfermo
- Ayudar al paciente a encontrar sus propios valores, ideales y objetivos sin dejarse influir por el entorno.
- Fomentar la autoestima del enfermo.
- No negar la situación cuando aparecen síntomas relacionados con psicopatologías alimentarias.
- Acudir a un grupo de apoyo. Buscar consejo de psicólogos, trabajadores sociales y personas de confianza.
- Reunir información, conseguir datos sobre el tratamiento en un centro de salud o preguntando al personal educativo. Obtener ayuda voluntaria; no rechazar la ayuda de otras personas que hayan observado el comportamiento problemático.
- Comunicarle a la víctima, con claridad, la preocupación que se siente por ella, la convicción de que necesita tratamiento, y la voluntad de proporcionarle apoyo emocional, financiero o de cualquier otro tipo.
- Anotar el comportamiento que presenta el paciente.
- No esperar que la víctima acepte de primera que tiene un problema.
- Evitar concentrarse en su aspecto. Comentarios como “¡ya estás muy delgado!” o “¡come que estás muy flaco!” solo logran que la persona se obsesione más con su aspecto corporal.
- No obligar al paciente a que coma (a menos que su IMC esté en riesgo mortal), ni criticarle sus actitudes, pues eso probablemente incrementará la depresión de la persona y hará que se obceque en sus comportamientos. Es preciso tener paciencia.
- No establecer comparaciones entre el enfermo y sus semejantes.
- Intentar que la situación no altere la vida familiar. No dejar de lado a la propia familia.
- Evitar los sentimientos de culpa o de autocompasión.

## Tratamientos
A nivel terapéutico existen tratamientos eficaces y exitosos, ya sean los de orientación cognitivo conductual o los de orientación sistémica. Estos últimos los puede encontrar en la literatura sobre psicología clínica y psicoterapia. La terapia sistémica tiene tres modelos que se han especializado en los tratamientos para trastornos alimenticios, la primera es la Escuela de Milán de Mara Selvini Palazzoli y su amplio trabajo sobre anorexia y bulimia. Luego esta el Modelo de Terapia breve Estratégica de Giorgio Nardone y sus protocolos específicos de intervención, este autor presenta una clasificación amplia e interesante de los trastornos alimentarios, sus tratamientos son familiares y gozan de mucho éxito en Europa y México.
Finalmente está el modelo clásico de la terapia breve, el comúnmente conocido como Modelo del MRI o Modelo de Resolución de Problemas que desde su diseño arroja exitosos resultados aun sin trabajar con el paciente identificado. Para información más detallada puede consultar la siguiente bibliografía:
1. Muchachas anoréxicas y bulímicas de Mateo Selvini Palazzoli, Mara Selvini Palazzoli, Sthefano Cirilo y A.M. Sorrentino. Editorial Paidos. 1999.
2. Las prisiones de la comida de Giorgio Nardone, Roberta Milanese y Tiziana Verbitz, Editorial Herder. 2002.
3. Conocer a través del cambio de Giorgio Nardone y Claudette Portelli. Editorial Herder. 2006.
4. La táctica del Cambio de Richard Fisch, John Weakland y Jules Riskin. Editorial Herder. 1988.
5. Cambiando lo incambiable de Richard Fisch y Karin Schlanger. Editorial Herder.

- Tratamiento psicológico: está orientado a conseguir cambios duraderos en los pensamientos distorsionados y las emociones negativas relacionados con el peso, la silueta y el tamaño corporal en su sistema de valores para construir o recuperar una identidad que ayude a la persona a sentirse bien consigo misma, para no tener que recurrir al control/descontrol alimentario frente a los retos y problemas que le plantea la vida. Este tratamiento puede ser en sesiones tanto individuales como grupales junto a otras personas que compartan los mismos problemas y, en algunos casos, con personas de la familia (padres, hermanos, pareja, etc.).

- Tratamiento nutricional: su principal función es aconsejar sobre hábitos saludables de alimentación y advertir sobre el peligro de seguir dietas innecesarias y dietas que, aunque puedan ser justificadas, no estén prescritas y controladas por un profesional sanitario competente.

- Tratamiento farmacológico: está dirigido a aquellas personas afectadas que precisen fármacos en combinación con tratamiento psicológico, sobre todo en casos de BN y trastorno por atracones, o para resolver sintomatología asociada, como depresión, ansiedad o impulsividad

### Objetivos del tratamiento
Realizar controles médicos para asegurar la recuperación física del paciente, controlar las conductas purgativas, conductas de ingesta y la actividad física. Lograr que la persona tome conciencia del padecimiento del trastorno para aumentar la adherencia al tratamiento. Mejorar las relaciones personales, sociales y familiares, y finalmente lograr la autonomía y curación.
La psicoterapia infanto-parental (PIP) tiene el objetivo de abordar problemas de infantes, como los trastornos emocionales, conductuales y alimentarios. También tiene como objetivo abordar los problemas en la relación de los padres con sus hijos, tales como las dificultades en la creación de vínculos afectivos. Para esto, los psicoterapeutas usan un enfoque psicodinámico, que imparten de manera conjunta a ambos, al padre y al infante, en sesiones semanales durante el transcurso de varias semanas. Se ha planteado la interrogante de qué tan efectivo es el uso de la PIP con madres, para mejorar aspectos como la salud mental infantil o la relación infanto-materna.
Una revisión sistemática de 8 estudios, la mayoría realizados en Estados Unidos, y los otros en Canadá, Suiza y Suecia, concluyó que, en comparación con ningún tratamiento o con un tratamiento habitual, la PIP es eficaz en mejorar el estado de apego de los bebés de madres que atraviesan por adversidades, pero no hay evidencias que apoyen su uso para mejorar otros aspectos de la relación o el funcionamiento parental, o que apoyen su uso en vez de tratamientos alternativos. La calidad de la evidencia incluida, sin embargo, es débil, por lo que estos resultados deben interpretarse con cautela.

## Trastornos alimenticios y fertilidad
Los trastornos de la alimentación son enfermedades psicológicas y médicas que pueden afectar negativamente la salud reproductiva. Según datos de la Asociación de Lucha contra la Bulimia y la Anorexia (ALUBA) publicados en 2010 si bien estas enfermedades tienen mayor incidencia en la adolescencia, la edad de comienzo es cada vez más temprana y en los últimos años se han visto triplicados los casos de estos trastornos entre los hombres jóvenes.
En las mujeres los problemas de infertilidad más frecuentes asociados a los trastornos alimentarios son:
- Amenorrea
- Ciclos menstruales irregulares
- Deficiente calidad de los óvulos
- Trastornos o problemas ováricos
- Ambiente uterino inapropiado o desfavorable
- Abortos espontáneos

Cabe destacar que el sistema reproductivo es muy sensible al estrés fisiológico que pueden implicar los trastornos alimentarios. Una vez recuperado el peso ideal, la amenorrea puede persistir en algunos casos porque no siempre es suficiente para que el organismo recupere la totalidad de sus funciones reproductivas. Sin embargo, en general, cuando las personas dejan de restringir la ingesta calórica, las menstruaciones se normalizan y hasta pueden llegar a lograr un embarazo espontáneo. 
En el caso de los hombres, la obesidad también puede causar disfunción eréctil y una disminución de la frecuencia de las relaciones sexuales. Podemos afirmar que diez kilos de más en el hombre aumentan un 10% sus problemas de infertilidad. Además, la comida rica en grasa eleva la temperatura testicular y daña las células germinales masculinas.